# 杨奎章
杨奎章（1921年9月—2009年7月8日），笔名杨群，广东梅县人。中华人民共和国编辑、作家、书法家、政治人物，中国民主同盟中央委员会原常务委员，广东省政协原副主席，第七、八届全国政协委员。